# Palau Benet-Desvilar
El Palau Benet-Desvilar, també conegut com a Casa Sabastida, és un edifici situat al carrer de Lledó, 7 de Barcelona, catalogat com a bé cultural d'interès local.

## Història

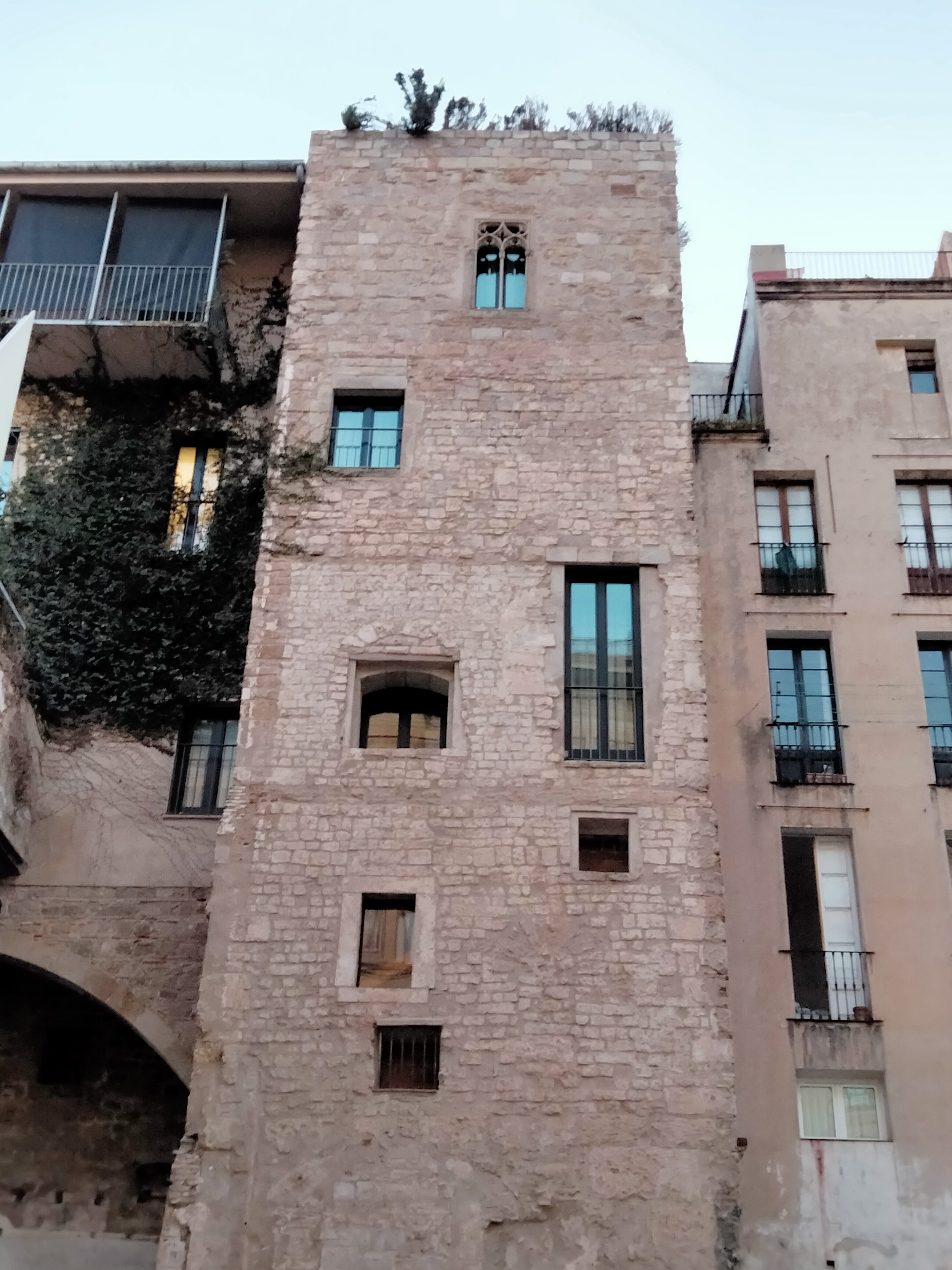
Façana del carrer del Sotstinent Navarro, amb una de les torres de la muralla romana

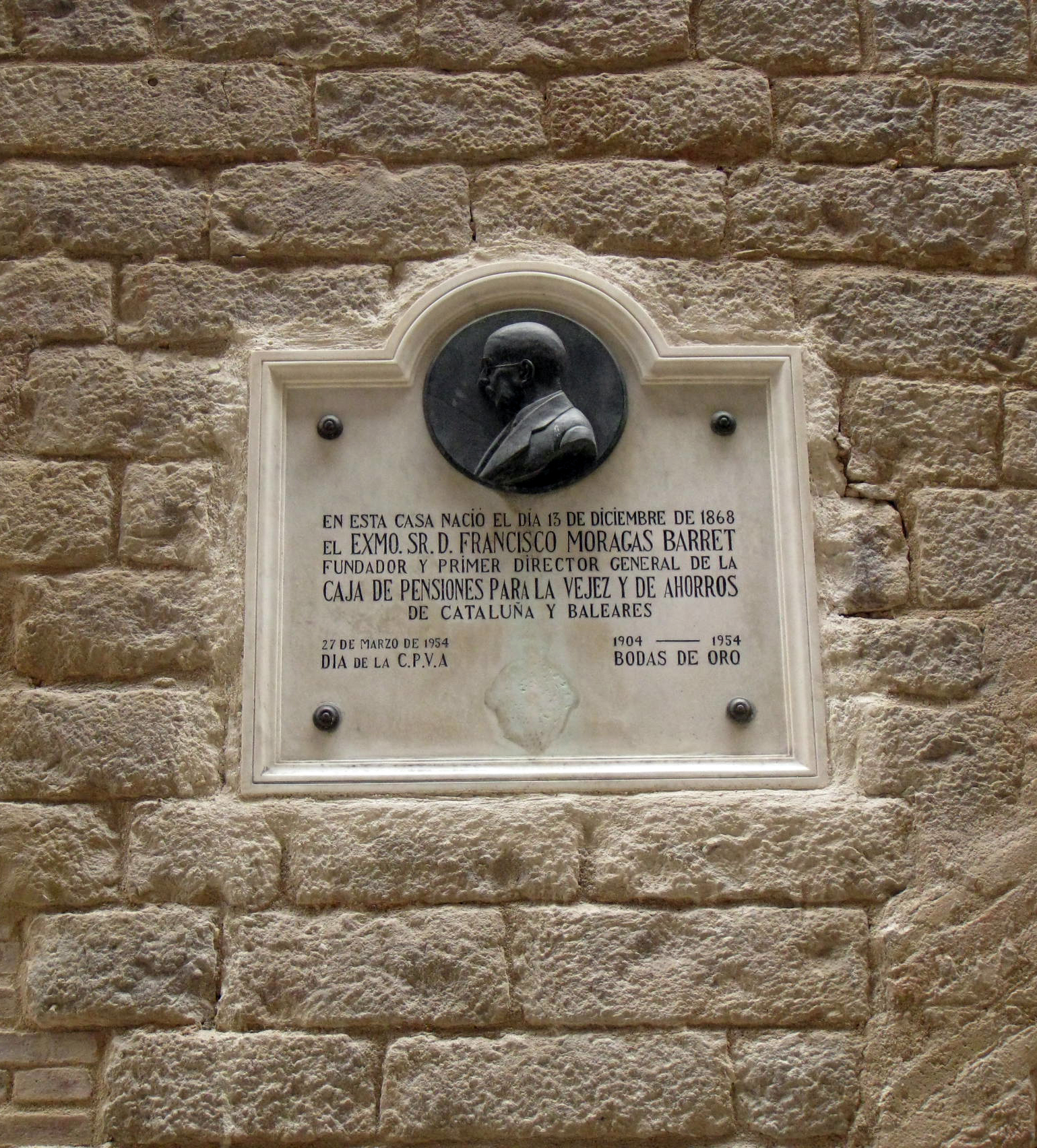
Placa de commemoració del naixement de Francesc Moragas i Barret

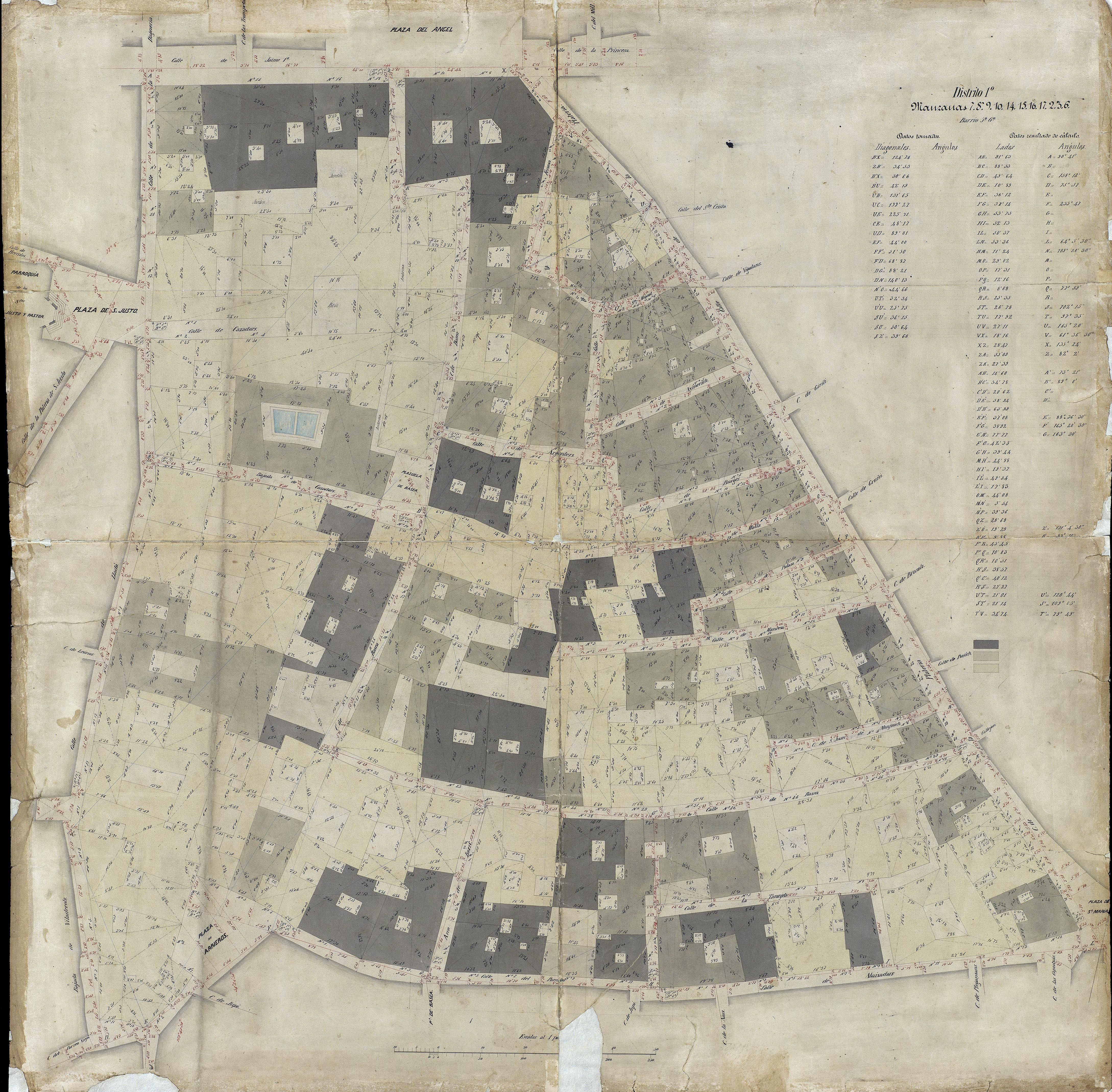
Quarteró núm. 16 de Miquel Garriga i Roca (c. 1860)

La finca tindria els seus orígens a finals del segle xii o principis del segle xiii, quan pertanyia al benefici de Santa Maria i Santa Eulàlia de la Catedral de Barcelona, fundat el 1217 per l'ardiaca Ponç Desvilar. A principis del segle xiv, era de Francesc (o Jaume) Desvilar, segurament emparentat amb l'anterior. El 1321, la va heretar la seva filla Francesca, casada amb Bernat Benet, pertanyent a una influent família de mercaders. Cap a mitjans de segle, les vicissituds que afectaren la família, entre elles les morts per la pesta Negra, van fer que la finca fos administrada per Bernat Sapila.
El 1485 la propietària era Elisabet Benet, casada amb Pere de Gualbes. El fill d'ambdós, Ferrer de Gualbes, es va casar amb Elionor de Santcliment, pubilla dels senyors de la Torre de Badalona, i el 1542 va heretar la propietat la seva filla Marianna de Santcliment-Gualbes, casada amb Jeroni de Pinós-Santcliment i Mai. En aquesta època es realitzaren diverses obres a la part sud-est de la finca.
L'hereu fou Bernat Galceran de Pinós i de Santcliment, senyor de Santa Maria de Barberà, i el 1646, el seu net Josep Galceran de Pinós i de Perapertusa va vendre la casa a Francesc Fons, que va realitzar-hi diverses reformes. Així, es construí una altra crugia adossada al cos del carrer de Lledó, tot reduint l'espai del gran pati medieval. També s'aixecà de bell nou una altra edificació de planta baixa i dos pisos a la banda dreta del pati, i es cobrí amb diversos pisos l'antic pati medieval de la part posterior. Posteriorment, passà a mans de la seva neboda Ignàsia, casada el 1672 amb Josep Galceran de Sabastida-Ardena i de Cartellà (1651-1724), baró de l'Albi i destacat austriacista. Després del setge de 1713-1714, bona part de la finca, que ja no devia ser residència senyorial, es trobava en estat de ruïna.
El 1804, el seu net Josep Galceran d'Ardena i de Casteràs va permutar la propietat amb el comerciant Jaume Dot per una finca amb jardí al costat del Portal de l'Àngel que aquest havia adquirit al duc d'Híxar. El 1815, Dot la vengué al seu gendre Josep Moragas i Lleonart, comerciant de Valls (Fidel Moragas i Fill) casat amb Rosa Dot i Prat. El 1816, va demanar permís per a posar una barana de ferro en una de les finestres del segon pis. El 1844, el seu fill Fidel Moragas i Dot va establir en emfiteusi la finca al notari Ferran Moragas i Ubach, que el 1845 va demanar permís per a obrir un nou portal per a una botiga i convertir finestres en balcons. També s'hi van efectuar reformes importants, com la remunta de dos pisos sobre la crugia del segle xvii i la construcció d'un cos de planta baixa a la banda esquerra del pati. El seu fill, l'advocat Arístide Moragas i Barret, va ser pare del fundador de la Caixa de Pensions, Francesc Moragas i Barret, que hi va néixer el 1868, com recorda una placa del 1954.
Cap al 1880, el propietari Joan Tomàs i Sabater va demanar permís per a reformar l'interior, eliminant un forjat del segle xvii i construint una nova galeria amb pilars de fosa. A mitjans del segle xx, la finca acollia diversos usos industrials: la fàbrica de capses Cartonajes Gaya; l'ebenisteria de Pere Moncusí; la torneria de Josep Escrich; la fàbrica de joguines Filla d'A. Alberó; el distribuïdor de bots per a filatures Henry Cowen; la metal·listeria i fàbrica de tancaments per a bosses de Pere Brugués, que el 1953 va demanar permís per a instal·lar-hi dos motors, aparell de soldadura autògena amb gasògen i una farga fixa. En aquesta època es va remuntar un pis sobre el cos afegit del pati.

### Hotel
El 2008 es va aprovar el «Pla Especial Integral (PEI) per a la implantació d'un hotel a la parcel·la del carrer de Lledó, 7», obra de l'arquitecte navarrès Rafael Moneo. Entre les actuacions dutes a terme a l'edifici, destaca la reforma del pati central, amb l'enderrocament del cos afegit a la banda esquerra i la construcció d'una nova llotja a la banda dreta per a comunicar les estances dels pisos superiors. D'acord amb la Carta de Venècia (1964), aquesta ha estat realitzada amb materials lleugers (acer, vidre) per a no interferir amb l'obra antiga. També s'ha recuperat la torre 28 de l'antiga muralla romana i el pas de comunicació amb la 29.

## Descripció
Es tracta d'un antic palau que actualment té una funció d'hotel de luxe (Hotel Mercer). Compta amb una planta baixa destinat a restauració i recepció i tres plantes d'habitacions i un àtic.
L'aparell emprat per la façana és de carreus petits i regulars, ben escairats. L'element més remarcable de la planta baixa és un gran portal adovellat a la banda dreta. A la part oposada un altre portal, de llinda, i dues obertures a alçades diferents entre les portes, una d'elles de llinda esculpida. A la primera planta hi ha tres grans obertures amb un balcó respectiu per cadascun, amb sòl de rajola vidrada i una forja senzilla. La segona planta s'articula en diferents obertures col·locades a alçades homogènies, la de la dreta amb un petit balcó, mentre que la resta no en tenen. Malgrat això totes elles són adovellades. Al damunt, el més destacable és una finestra lobulada, dues gàrgoles molt esveltes i exteriors i sobretot una àmplia solana de columnes prismàtiques, una de les millors conservades de Barcelona. El coronament de l'edifici té una cornisa amb poc desenvolupament exterior. Pel portal s'accedeix al pati a través d'un vestíbul amb arcs diafragma i embigat de fusta amb pòrtics d'arc escarser sobre semicolumnes toscanes. També són d'aquest segle els balcons de ferro forjat, el portal amb llinda de fusta de la façana, i els balcons que, al fons del pati, s'obren a la terrassa sostinguda per arcs i permòdols.